# Cuíca
A cuíca ou puíta (em Angola pwita) é um instrumento musical, semelhante a um tambor, com uma haste de madeira presa no centro da membrana de couro, pelo lado interno. O som é obtido friccionando a haste com um pedaço de tecido molhado e pressionando a parte externa da cuíca com dedo, produzindo um som de ronco característico. Quanto mais perto do centro da cuíca o dedo do instrumentista estiver, mais agudo será o som produzido.
Outras denominações para o instrumento: roncador, tambor-onça, porca, quica, adufe, omelê.
O instrumentista da cuíca é chamado de cuiqueiro.

## Classificação
A classificação da cuíca é ambígua. Algumas classificações (por exemplo, Hornbostel–Sachs) dão a cuíca como exemplo de um membranofone friccionado. Outras qualificam-na como um idiofone friccionado, sendo a vibração da haste transmitida à membrana por contato.

## Origens
A cuíca é um instrumento cujas origens são menos conhecidas do que os outros instrumentos afro-brasileiros. Em sua descrição sobre o interior Angolano no século XVI, o viajante inglês Andrew Battell descreve o encontro com um senhor africano de Ingombe que utiliza da Kipuita para anunciar sua chegada. Ela pode ter sido trazida ao Brasil por escravos africanos bantos, mas ligações podem ser traçadas a outras partes do nordeste africano, assim como à península Ibérica, a exemplo da sarronca. A cuíca era também chamada de "rugido de leão" ou de "tambor de fricção". Em suas primeiras encarnações era usada por caçadores para atrair leões com os rugidos que o instrumento pode produzir.[carece de fontes?]
Seu uso é muito difundido na música popular brasileira. Por volta de 1930, passou a fazer parte das baterias das escolas de samba.

### Atualmente
Depois de integrada no arsenal percussivo brasileiro, a cuíca foi tradicionalmente usada por escolas de samba no carnaval e grupos de congo capixaba, mas atualmente é também encontrada no jazz contemporâneo e em estilos de funk, disco music e ritmos latinos, como a salsa.

## Características

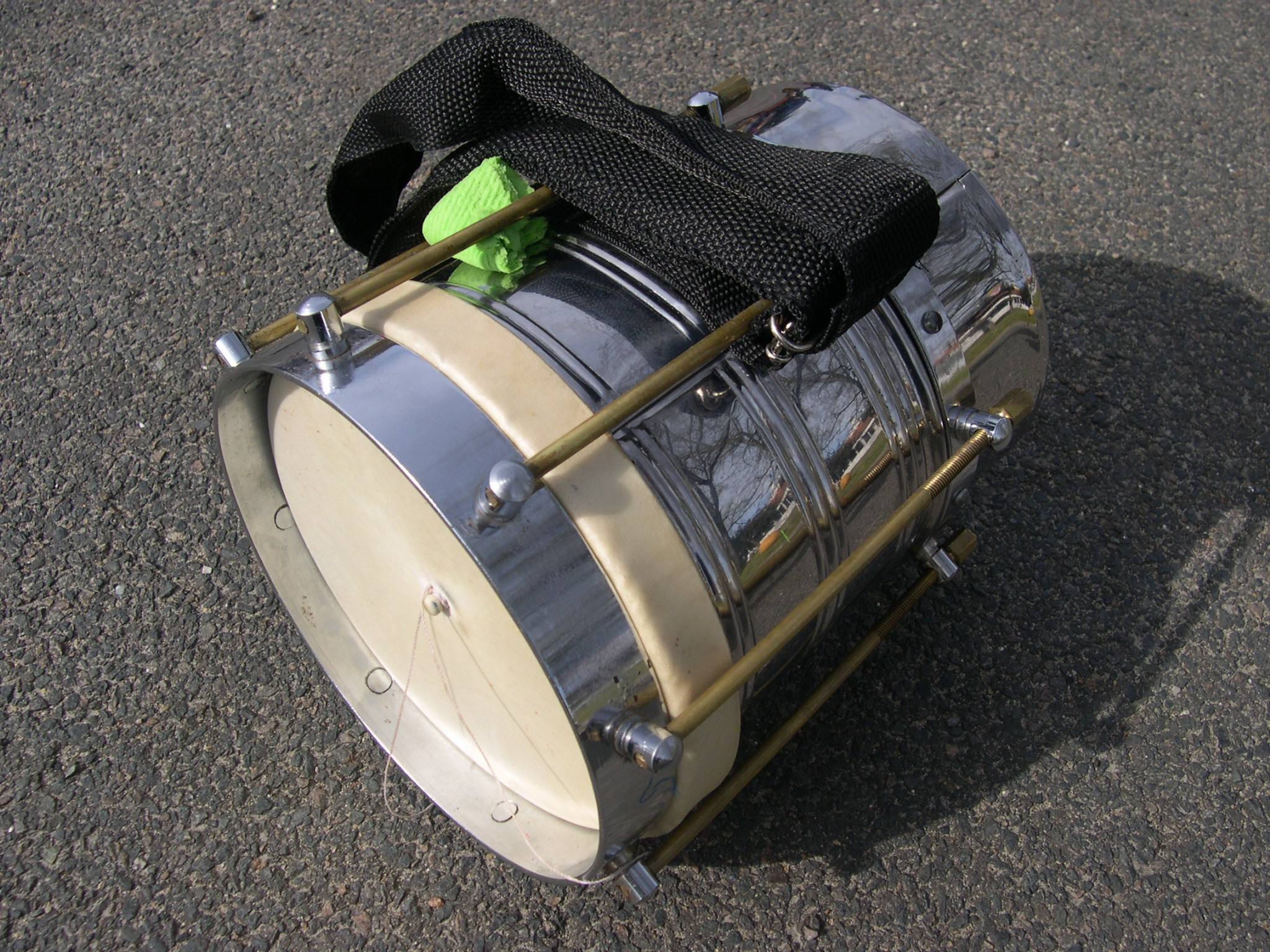
Cuíca com suporte.

Existem muitos tamanhos de cuíca, e embora seja geralmente considerada um instrumento de percussão ela não é percutida. Encaixada na parte de baixo da pele está uma haste de bambu. A extensão tonal da cuíca pode chegar a duas oitavas. Os tons produzidos tentam imitar a voz na forma de grunhidos, gemidos, soluços e guinchos, e podem estabelecer assim um ostinato rítmico.
A colocação da haste no interior da caixa é que a difere, fundamentalmente, dos tambores de fricção europeus e reforça a hipótese de ter sido introduzida no Brasil pelos negros bantos.[carece de fontes?]

## Técnica
O polegar, o indicador e o dedo médio seguram a haste no interior do instrumento com um pedaço de pano úmido, e os ritmos são articulados pelo deslizamento deste tecido ao longo do bambu. A outra mão segura a cuíca e com os dedos exerce uma pressão na pele. Quanto mais forte a haste for segurada e mais pressão for aplicada na pele mais altos serão os tons obtidos. Um toque mais leve e menos pressão irão produzir tons mais baixos.

## Na música popular
Música brasileira
- Jorge Ben usa a cuíca em muitas de suas canções.

Jazz
- Quincy Jones "Soul Bossa Nova" do álbum Big Band Bossa Nova (1962)[9]

Trabalho posterior de Miles Davis, onde é tocada por Airto Moreira, como em Black Beauty: Live at the Fillmore West, Miles Davis at Fillmore: Live at the Fillmore East, Live at the Fillmore East, 7 de Março de 1970: It's About That Time albums e a faixa "Feio" na versão em CD de Bitches Brew (1999)
Pop e Rock
- Paul Simon "Me and Julio Down by the Schoolyard" (1971)
- Red Hot Chili Peppers "Walkabout" do álbum One Hot Minute (1994/95), tocada por Lenny Castro
- Gruff Rhys "Gyrru Gyrru Gyrru" do álbum Candylion (2007)

Soul e R&B
- Earth, Wind & Fire "Clover" do álbum Head to the Sky (1973)
- Funkadelic "(Not Just) Knee Deep" (1979),  tocada por Larry Fratangelo
- Michael Jackson Wanna Be Startin' Somethin' (1983), tocada por Paulinho da Costa[10]
- Jamiroquai "Music of the Mind" do álbum Emergency on Planet Earth (1992/93), tocada por Nick van Gelder

Reggae
- Bob Marley & The Wailers  "Could You Be Loved" (1980)[11]